# Azucséna
Az Azucséna spanyol, olasz eredetű női név, jelentése: liliom.

## Gyakorisága
Az újszülötteknek adott nevek körében az 1990-es években szórványosan fordult elő. A 2000-es és a 2010-es években sem szerepelt a 100 leggyakrabban adott női név között.
A teljes népességre vonatkozóan az Azucséna sem a 2000-es, sem a 2010-es években nem szerepelt a 100 leggyakrabban viselt női név között.

## Névnapok
- április 7.[2]
- július 30.[2]

## Híres Azucsénák

### Egyéb Azucsénák
- Giuseppe Verdi A trubadúr című operájának egyik szereplője